# 1. FC 01 Bamberg
De 1. FC 01 Bamberg was een sportvereniging uit de Duitse stad Bamberg. De club werd op 3 maart 1901 opgericht en bestond tot 1 april 2006. Op de laatstgenoemde datum fuseerde de club met TSV Eintracht Bamberg tot 1. FC Eintracht Bamberg.

## Basketbalafdeling
De basketbalafdeling in Bamberg profiteerde van het grote aantal Amerikaanse soldaten die na de Tweede Wereldoorlog in Bamberg gestationeerd waren.

## Voetbalafdeling
De club speelde zijn thuiswedstrijden in het stadion Hauptkampfbahn in het Volkspark waar 22.600 toeschouwers plaats konden nemen.

### Competitieindeling
| Periode   | Competitie             | Klasse          |
| --------- | ---------------------- | --------------- |
| 1910-1912 | Ostkreis-Liga          | eerste klasse   |
| 1912-1942 | ?                      | ?               |
| 1942-1944 | Gauliga Nordbayern     | eerste klasse   |
| 1944-1945 | Gauliga Bayreuth-Nord  | eerste klasse ° |
| 1945/46   | Landesliga Bayern      | tweede klasse   |
| 1946/47   | Oberliga Süd           | eerste klasse   |
| 1947/48   | Amateurliga Nordbayern | tweede klasse   |
| 1948-50   | Amateurliga Bayern     | tweede klasse   |
| 1950-1956 | 2. Liga Süd            | tweede klasse   |
| 1956-1958 | Amateurliga Bayern     | derde klasse    |
| 1958-1960 | 2. Liga Süd            | tweede klasse   |
| 1960-1963 | Amateurliga Nordbayern | derde klasse    |
| 1963-1968 | Amateurliga Bayern     | derde klasse    |

| Periode   | Competitie                     | Klasse        |
| --------- | ------------------------------ | ------------- |
| 1968-1975 | Landesliga Nord                | vierde klasse |
| 1975/76   | Amateurliga Bayern             | derde klasse  |
| 1976-1981 | Landesliga Nord                | vierde klasse |
| 1981-1986 | Amateur-Oberliga Bayern        | derde klasse  |
| 1986/87   | Landesliga Nord                | vierde klasse |
| 1987-1988 | Bezirksliga                    | vijfde klasse |
| 1988-1992 | Bezirksoberliga Oberfranken    | vijfde klasse |
| 1992-1994 | Landesliga Nord                | vierde klasse |
| 1994-1995 | Bezirksoberliga Oberfranken    | vijfde klasse |
| 1995-1997 | Bezirksoberliga Oberfranken °° | zesde klasse  |
| 1997-2006 | Landesliga Nord                | vijfde klasse |